# Alpine (Alaska)
Alpine is een plaats (census-designated place) in de Amerikaanse staat Alaska, en valt bestuurlijk gezien onder North Slope Borough.

## Demografie
Bij de volkstelling in 2000 werd het aantal inwoners vastgesteld op 0.

## Geografie
Volgens het United States Census Bureau beslaat de plaats een oppervlakte van
101,5 km², waarvan 99,1 km² land en 2,4 km² water.

## Plaatsen in de nabije omgeving
De onderstaande figuur toont nabijgelegen plaatsen in een straal van 124 km rond Alpine.